# Cristóbal Humberto Ibarra
Cristobal Humberto Ibarra (* 9. Mai 1920 in Zacatecoluca; † Februar 1988 in San Salvador) war ein salvadorianischer Lyriker, Essayist und Erzähler.

## Leben
Ibarra studierte Philosophie und Literatur an der Universidad Nacional de La Plata in Argentinien. Bereits als Jugendlicher schloss er sich dem Grupo Seis an, einer Vereinigung avantgardistischer Schriftsteller, die sich in ihren Werken gegen den Diktator Maximiliano Hernández Martínez stellten. Ab 1959 war er Erster Sekretär und Beauftragter für Kulturangelegenheiten der salvadorianischen Botschaft in Chile. Mitte der 1960er Jahre kehrte er nach El Salvador zurück und übernahm die Leitung der Journalistenschule an der Universidad de El Salvador. Für den Roman Templaderales (1957) wurde er mit dem Premio Centralamericano de Novela, für Francisco Gavidia y Rubén Dario... (1957) mit dem Premio Centralamericano de Ensayo ausgezeichnet. Für die Erzählung El cujarón (1958) erhielt er den  Premio en los Juegos Florales de San Salvador, für die Cuentos breves para un mundo en crisis (1968) den Premio Juegos Florales Centroamericanos. Mit seinem Gedichtband Elegía a Oswaldo Escobar Velada gewann er 1969 den Preis der Olimpiada Cultural Centroamericano.

## Werke
- Gritos, Lyrik, 1944
- La extranjera, 1951
- Elegia a junio, 1953
- Rilke, claves de la creación, 1954
- Tembladerales, Roman, 1957
- Francisco Gavidia y Rubén Darío, semilla y floración del Modernismo, Essays, 1957
- El cujarón, Erzählung, 1958
- Plagio superior, Erzählung, 1964
- Cuentos breves para un mundo en crisis, 1968
- Elegía a Oswaldo Escobar Velado, Lyrik, 1969
- Cuentos de Sima y Cima, 1977